# 圆叶山梗菜
圆叶山梗菜（学名：Lobelia zeylanica）为桔梗科半边莲属下的一个种。种名zeylanica意为斯里兰卡的。